# Světová výstava 1970
Světová výstava, Osaka, 1970 neboli Expo '70 (日本万国博覧会, Nihon Bankoku Hakuran-kai) se konala od 15. března do 13. září 1970 ve městě Suita v prefektuře Osaka v Japonsku. Tématem byl „Pokrok a harmonie pro lidstvo“. V japonštině je Expo '70 často označováno jako Ōsaka Banpaku (大阪万博).
Byla to první světová výstava konaná v Japonsku a v Asii. Jednalo se o výstavu oficiálně uznanou Mezinárodním úřadem pro výstavnictví (BIE). Zúčastnilo se jí 77 zemí a prohlédlo si ji přes 64 milionů návštěvníků. Expo '70 se tak stalo jednou z největších a nejnavštěvovanějších výstav v historii. Rekord v počtu návštěvníků překonala až roku 2010 světová výstava Expo v Šanghaji.
Expo '70 navrhl japonský architekt Kenzō Tange, s nímž spolupracovalo dalších 12 japonských architektů. Areál byl propojen podél severojižní osy symbolickou zónou, která byla plánována na třech úrovních a jednalo se o společenský prostor se sjednocující prostorovou rámovou střechou. Podzemní úroveň představovala minulost a symbolizovala zdroje lidstva, povrchová úroveň představovala současnost a symbolizovala dynamiku lidské interakce a prostorový rám představoval budoucnost a svět, kde se lidstvo a technologie spojí.
Expo '70 přilákalo mezinárodní pozornost tím, že do celkového plánu a jednotlivých národních i komerčních pavilonů byla začleněna neobvyklá umělecká díla a návrhy japonských avantgardních umělců. Nejznámější je ikonická Sluneční věž od umělce Tarō Okamota, která se na místě nachází dodnes.

## Československý pavilon
Československo zde představilo pavilon, navržený trojicí brněnských architektů Rudiš-Palla-Jenček, koncipovaný v době Pražského jara v roce 1968. Po výtvarné stránce se na přípravách výstavy podíleli Karel Malich, Stanislav Kolíbal, Stanislav Libenský a Jaroslava Brychtová.

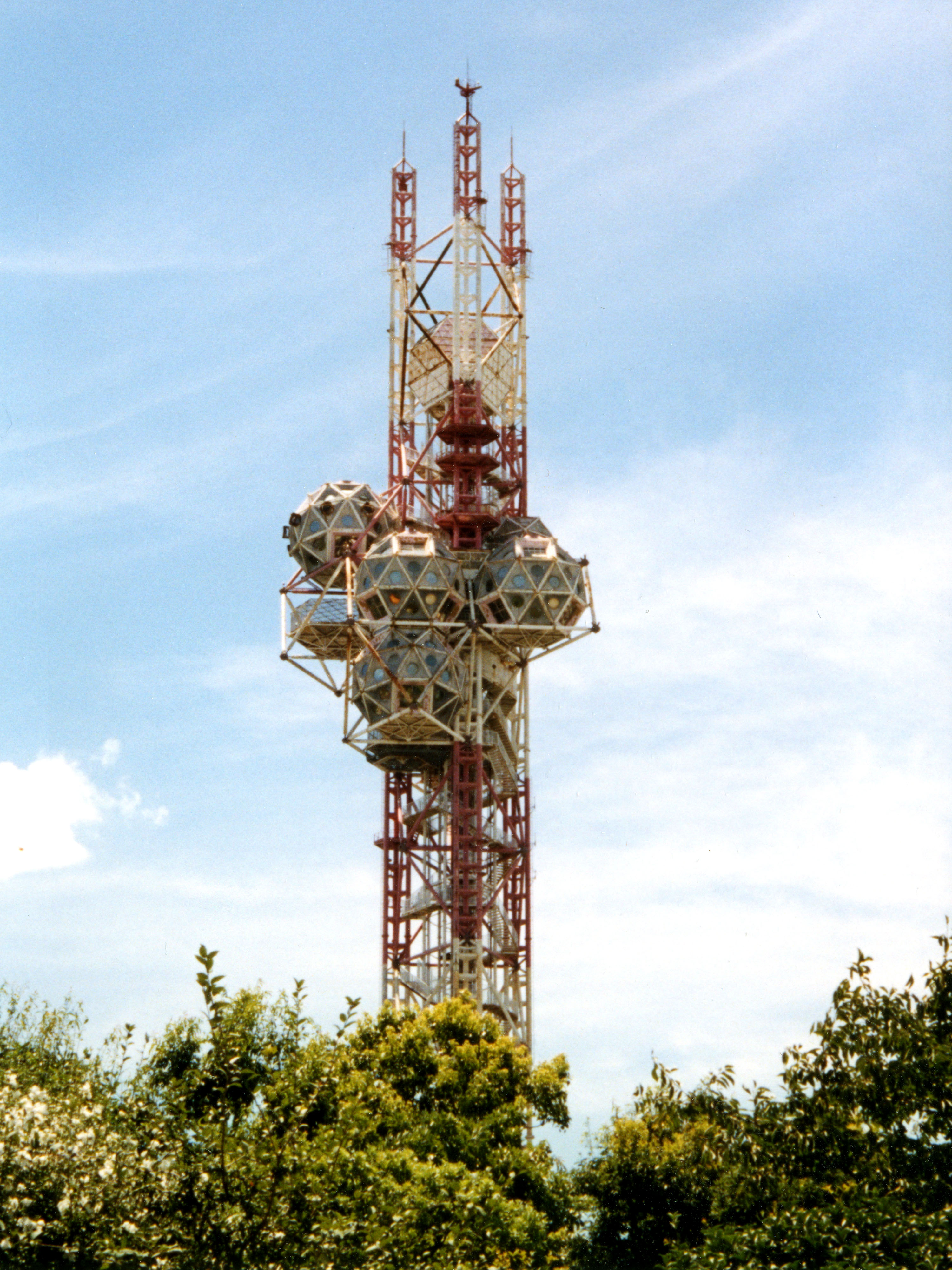
Expo 70 Ósaka

Pavilon na výstavě získal ocenění za architekturul, nicméně jeho autorům normalizační režim neumožnil vycestovat a dokončený pavilon tak nikdy neviděli. Část původně navržených uměleckých děl nesměla být vystavena a hodnocení ministerstva zahraničí a Vládní komise pro výstavnictví označilo po skončení výstavy vedení pavilonu za „centrum protisocialistických živlů“. Konstrukce pavilonu ani model instalace se nedochovaly a exponáty se rozprodaly po celém Japonsku.

## Zajímavosti
Oblíbenou atrakcí veletrhu byl velký měsíční kámen vystavený v pavilonu Spojených států amerických. Kámen přivezli z Měsíce astronauti Apolla 12 v roce 1969.
Na výstavě měl premiéru vůbec první film IMAX, Tiger Child (Tygří dítě) kanadské produkce pro pavilon Fuji Group.
Na veletrhu byly k vidění také sushi na pohyblivém dopravníkovém pásu, první mobilní telefony a ukázky lokálních sítí a technologie vlaků maglev.

## Expo Commemoration Park

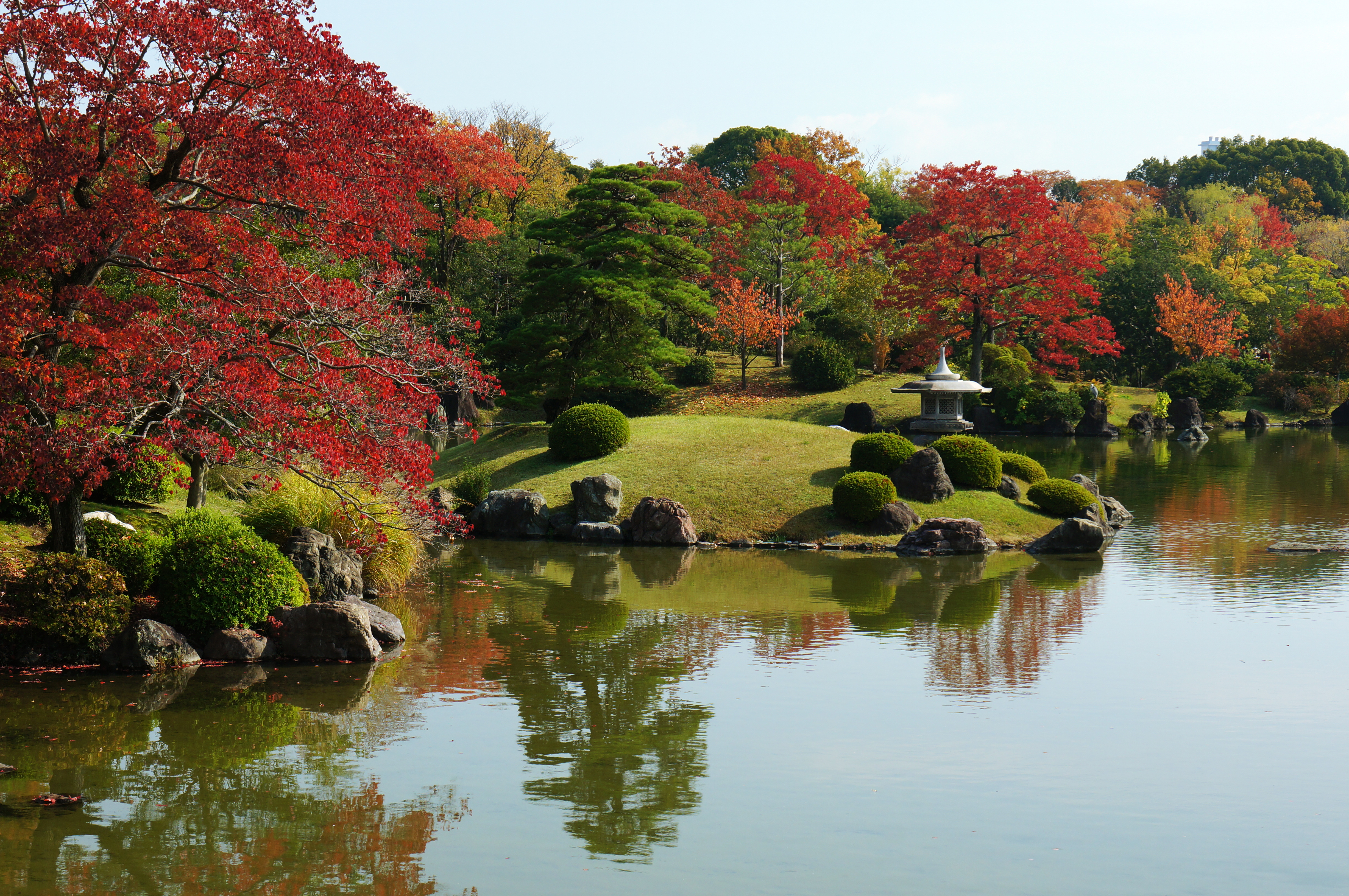
Expo Commemoration Park

Na místě konání výstavy Expo '70 se nyní nachází vzpomínkový park Expo Commemoration Park. Velkolepé pavilony ustoupily nově vysazeným lesům, zahradám a rozlehlým trávníkům a náměstím lemovaným kvetoucími rostlinami a stromy. Přibližně 5000 třešňových stromů činí z parku jedno z nejoblíbenějších míst v Osace v době, kdy třešně kvetou. Několik památníků přece jen zůstalo, nejznámějším z dosud zachovaných děl je Sluneční věž, 70 metrů vysoké umělecké dílo, které se tyčí nad hlavním vchodem do parku a slouží jako jeho nejznámější ikona. Jeden původní pavilon zůstal zachován a nyní slouží jako pamětní muzeum Expa. Součástí parku je také nákupní centrum ExpoCity s vyhlídkovým kolem Redhorse Osaka Wheel.

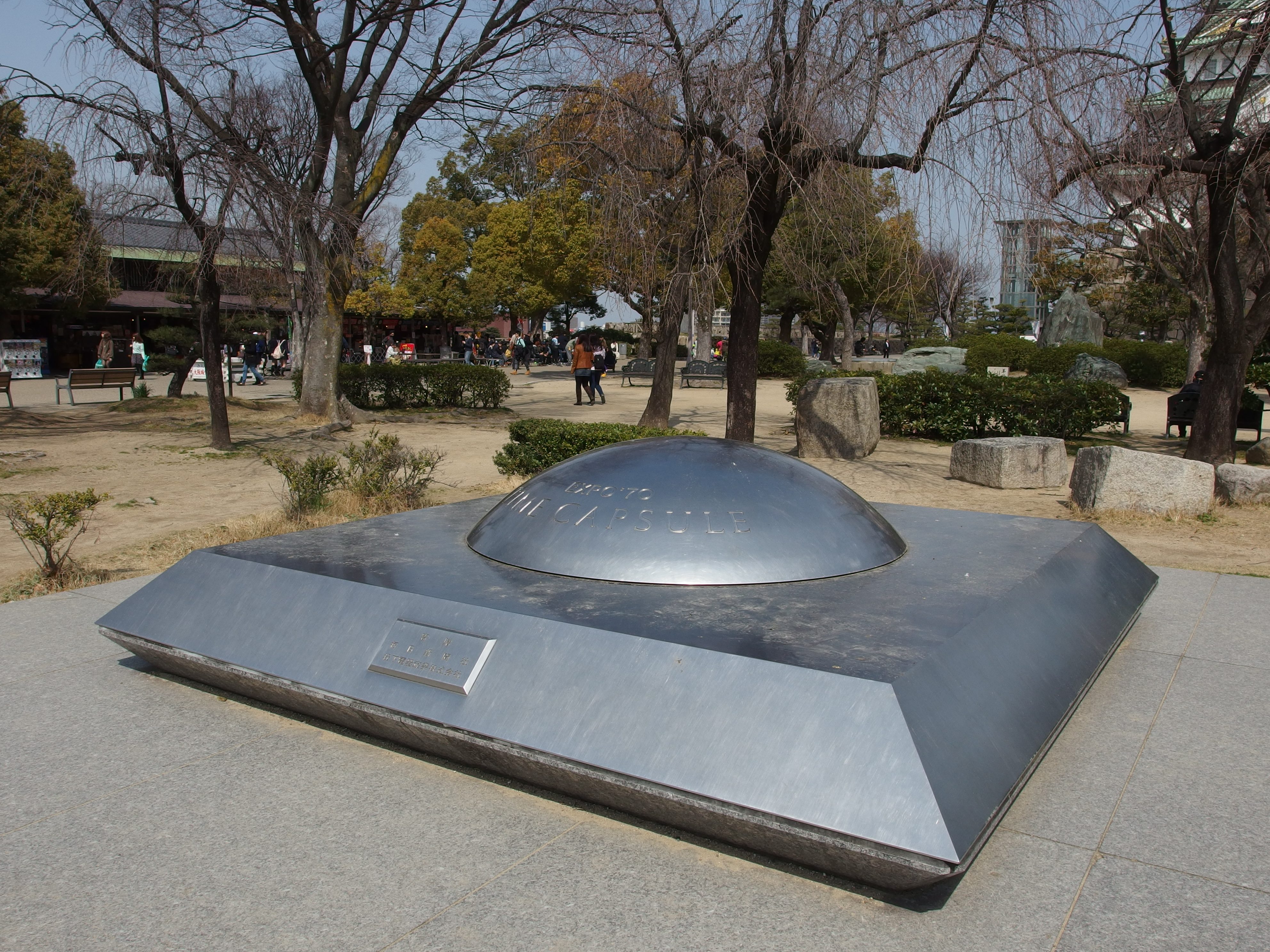
Časová schránka u hradu v Osace

Je zde také časová schránka, která má zůstat uzavřena po dobu 5000 let až do roku 6970. Věnovaly ji společnosti The Mainichi Newspapers Co. a Matsushita Electric Industrial Co. Válcový kontejner o výšce 1,3 metru a průměru 1 metr byl v lednu 1971 uložen hluboko pod zem poblíž hradu v Osace. Do schránky bylo umístěno 2 098 předmětů, které mají ukázat, jak lidé žili v době konání výstavy. Koncept vytváření časových schránek na světových výstavách odstartovaly dvě schránky od Westinghouse, které mají být otevřeny v roce 6939.

## Přínos výstavy pro město
Expo významně přispělo k urbanistickému rozvoji Osaky a regionu Kansai a posunulo ji na úroveň srovnatelnou s Tokiem. V souvislosti s výstavou Expo bylo v regionu dokončeno 110 km nových silnic a v celém městě se zmodernizovala klíčová infrastruktura.

## Galerie

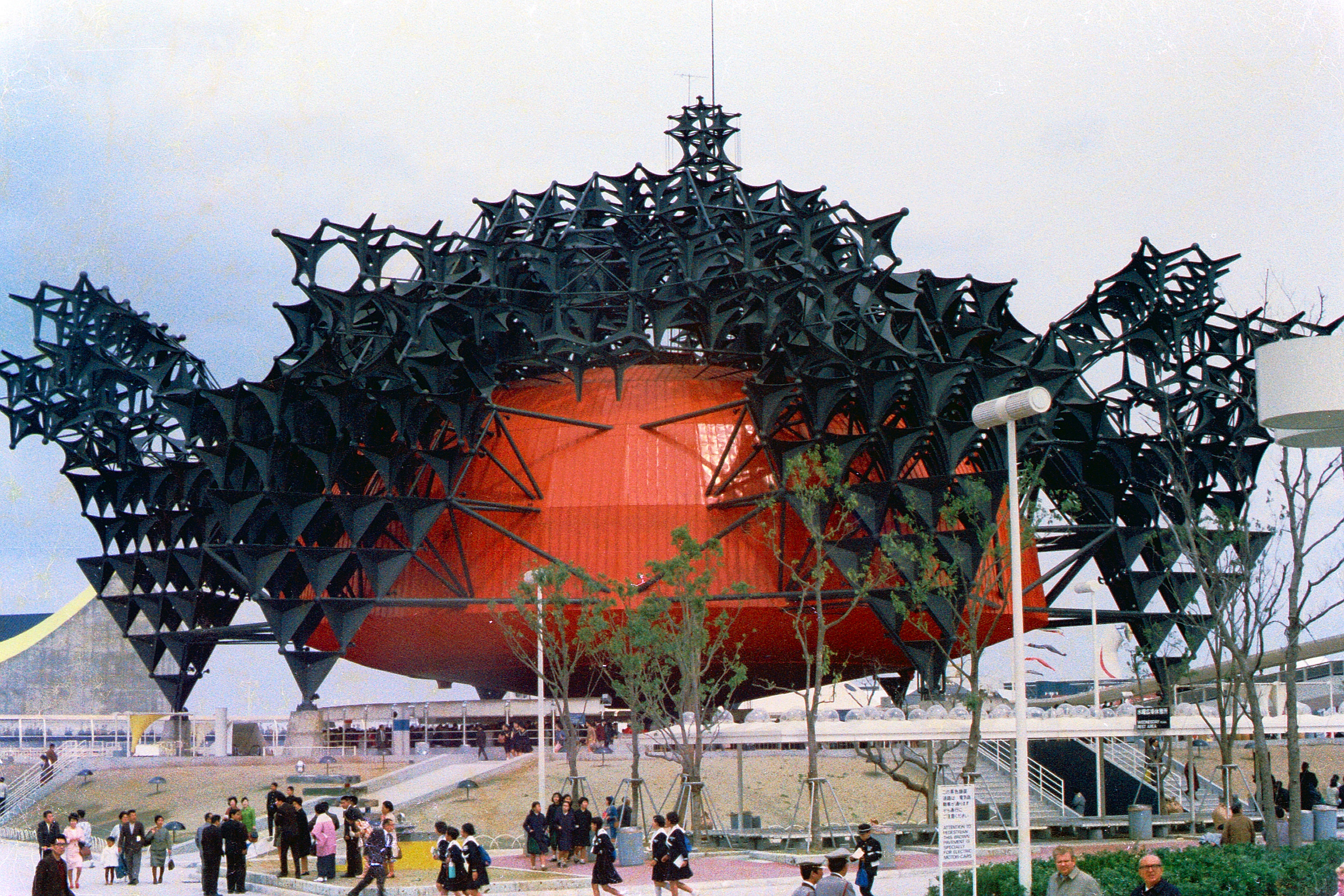
Pavilon společnosti Toshiba
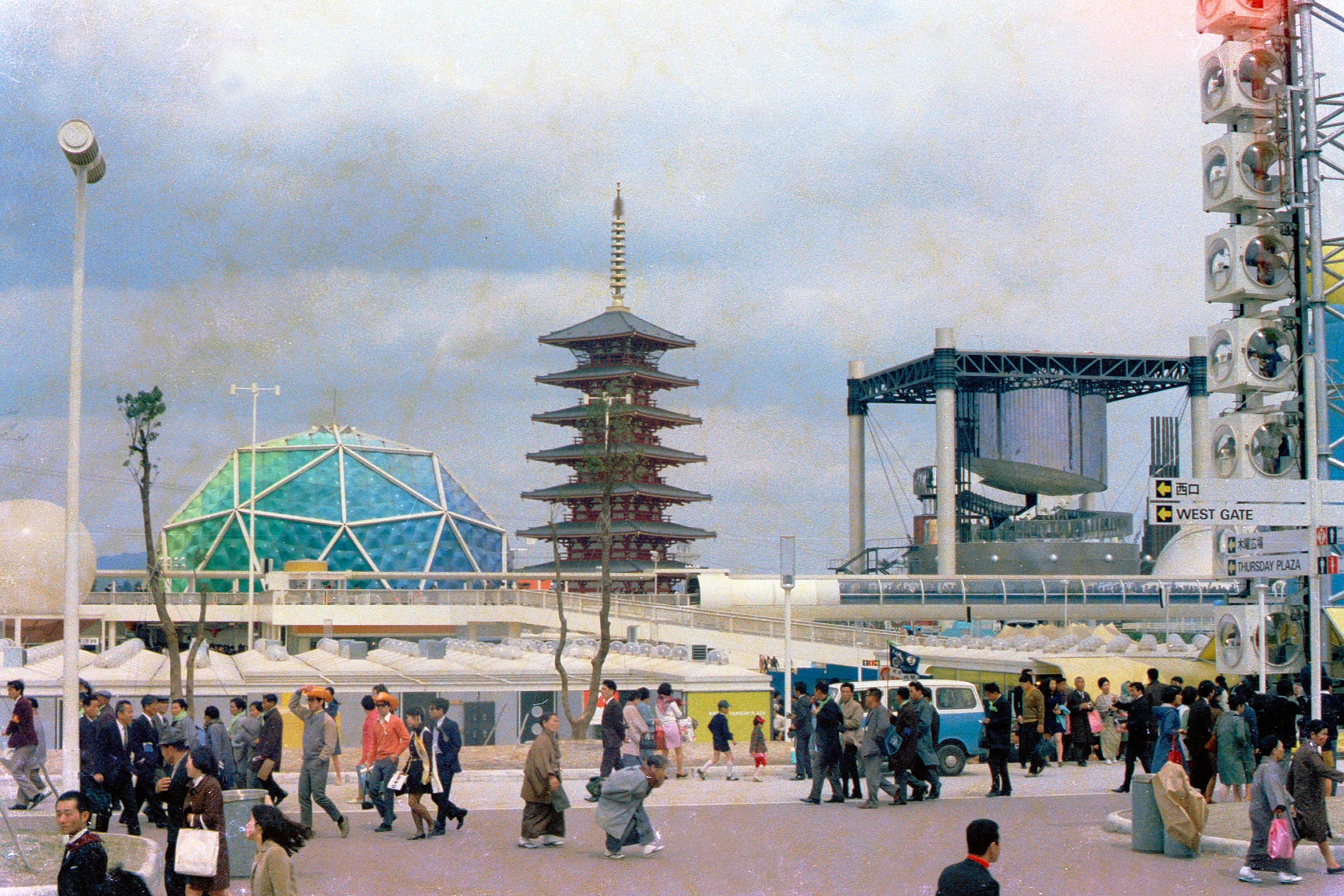
Pavilon společnosti Furukawa
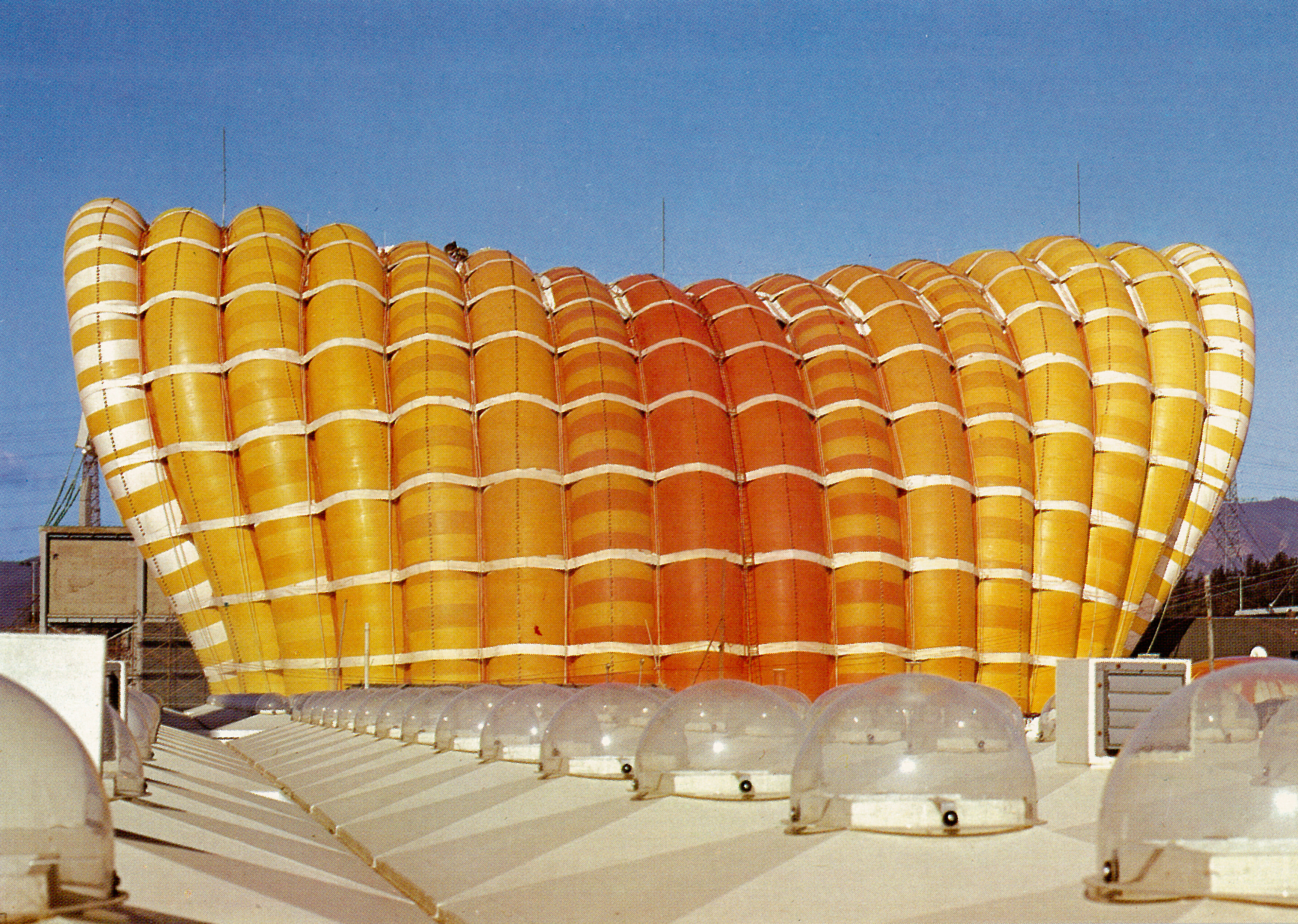
Pavilon společnosti Fuji
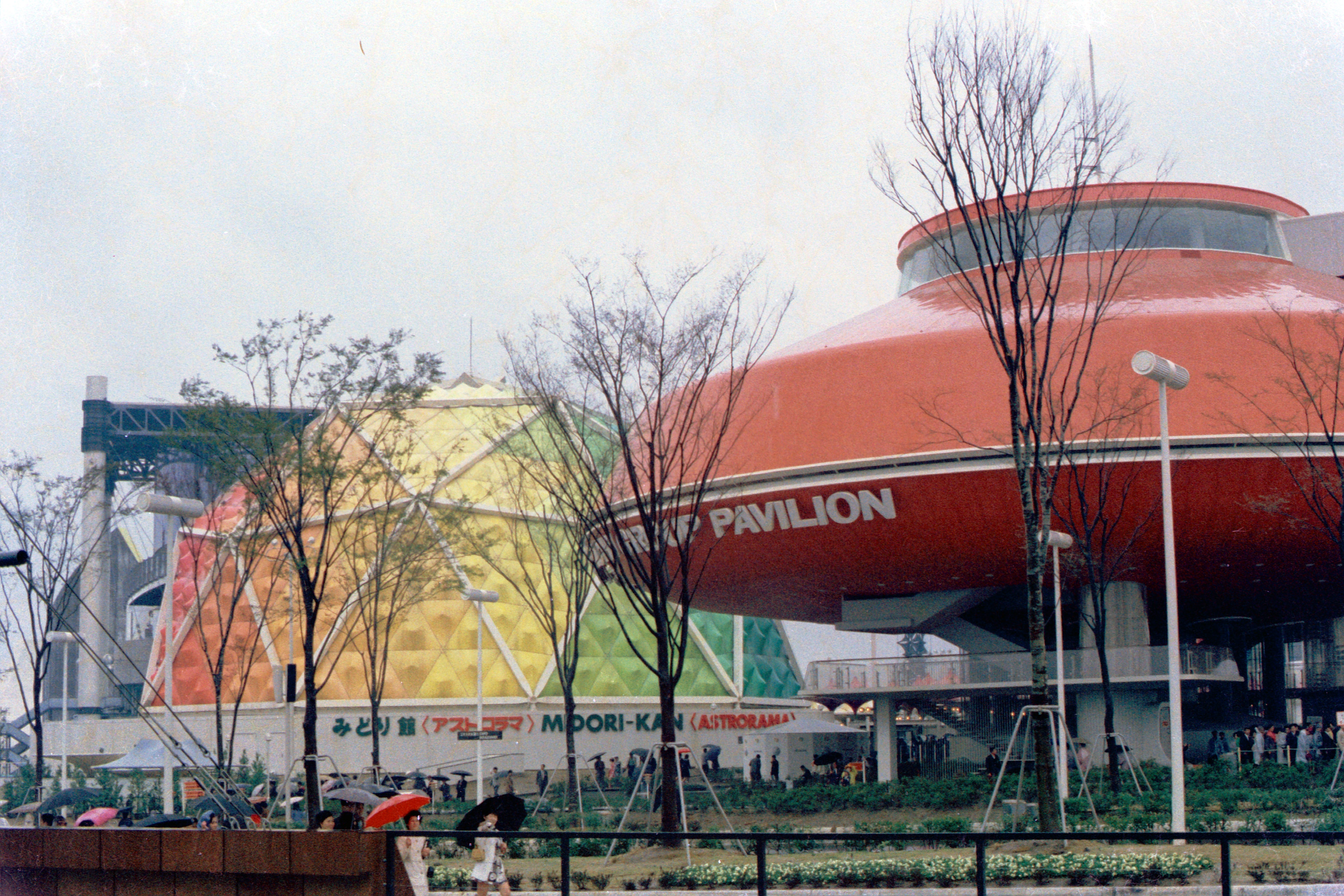
Pavilon společnosti Hitachi
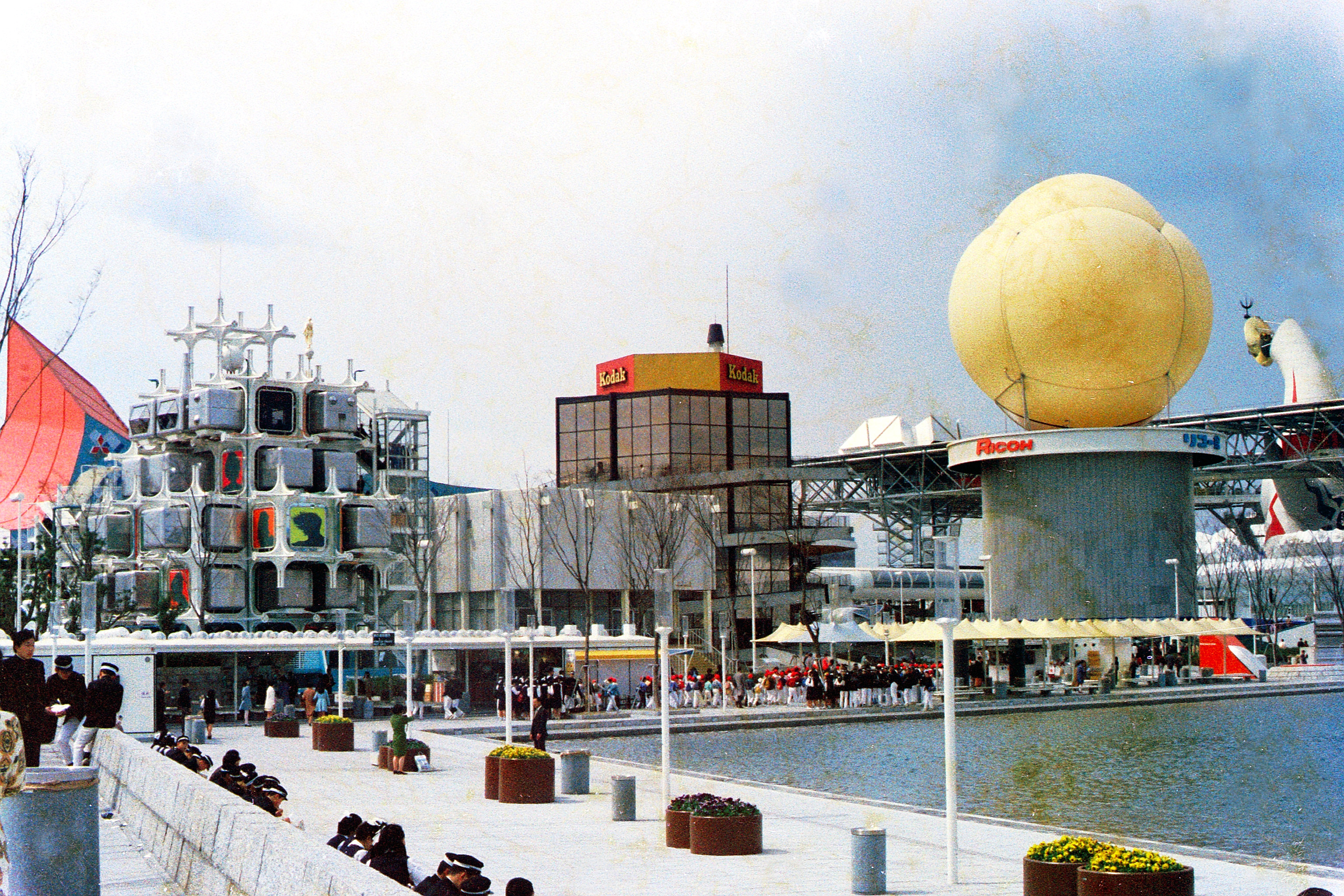
Pavilony společnosti Kodak a Ricoh
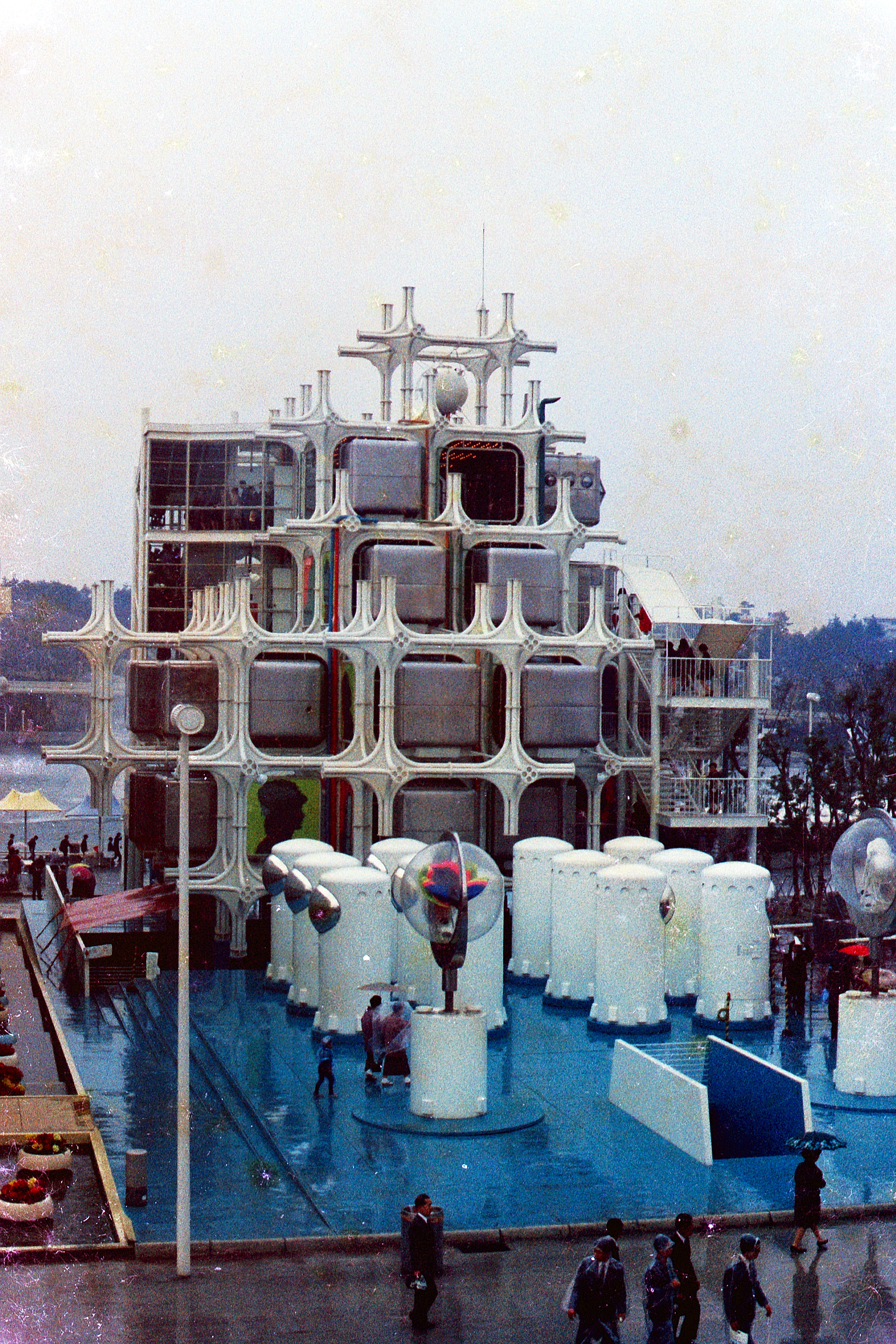
Pavilon společnosti Takara Group
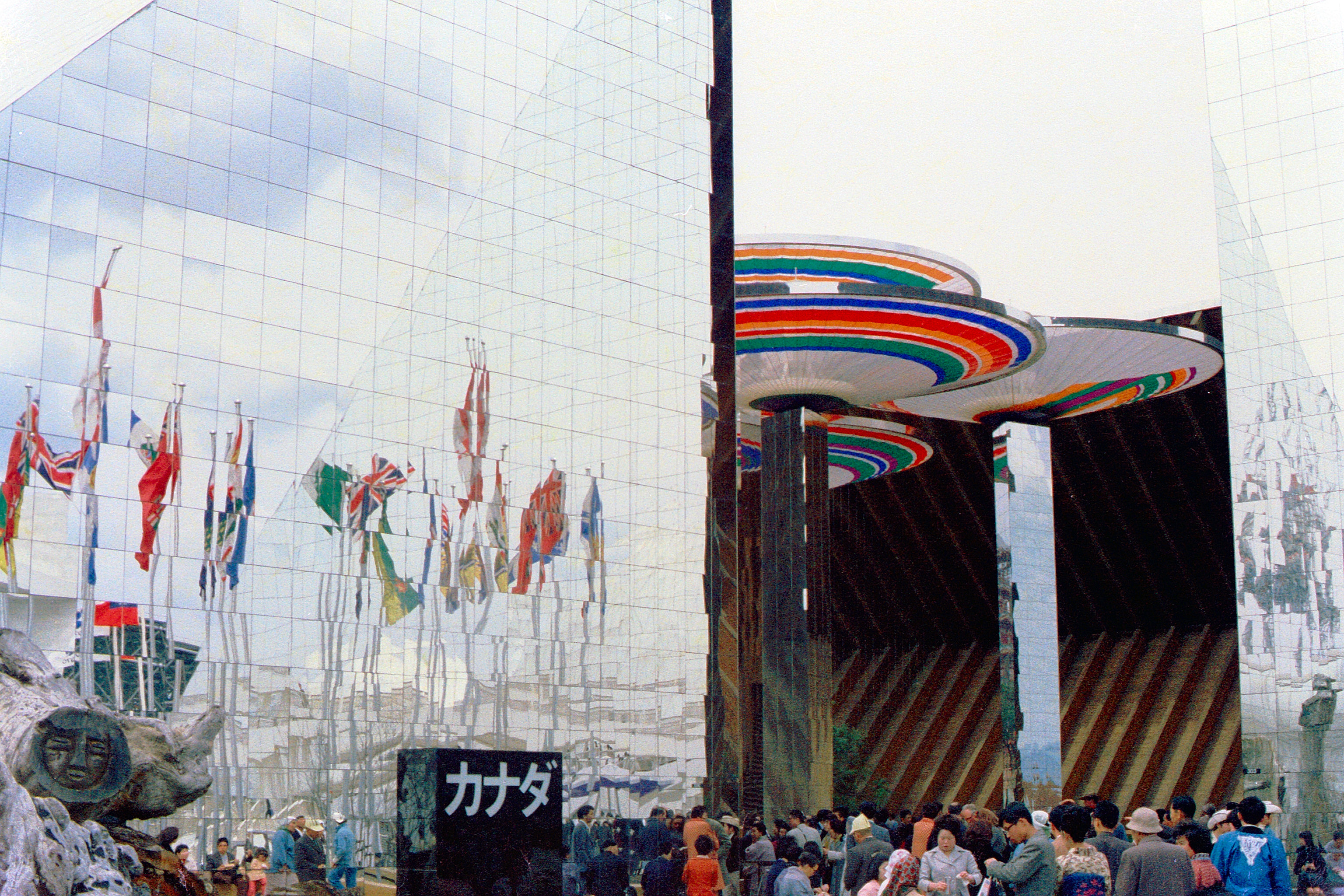
Kanadský pavilon
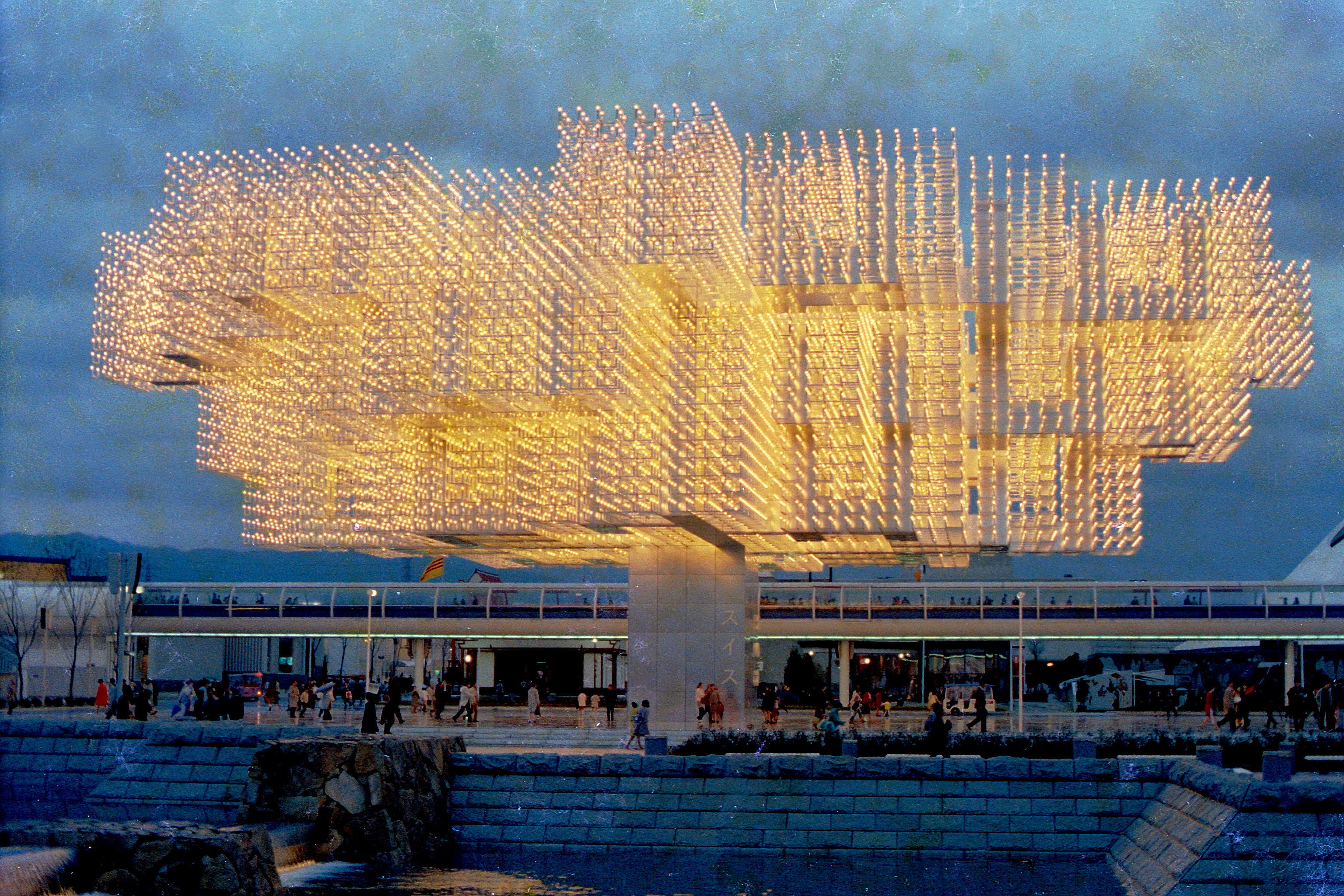
Švýcarský pavilon
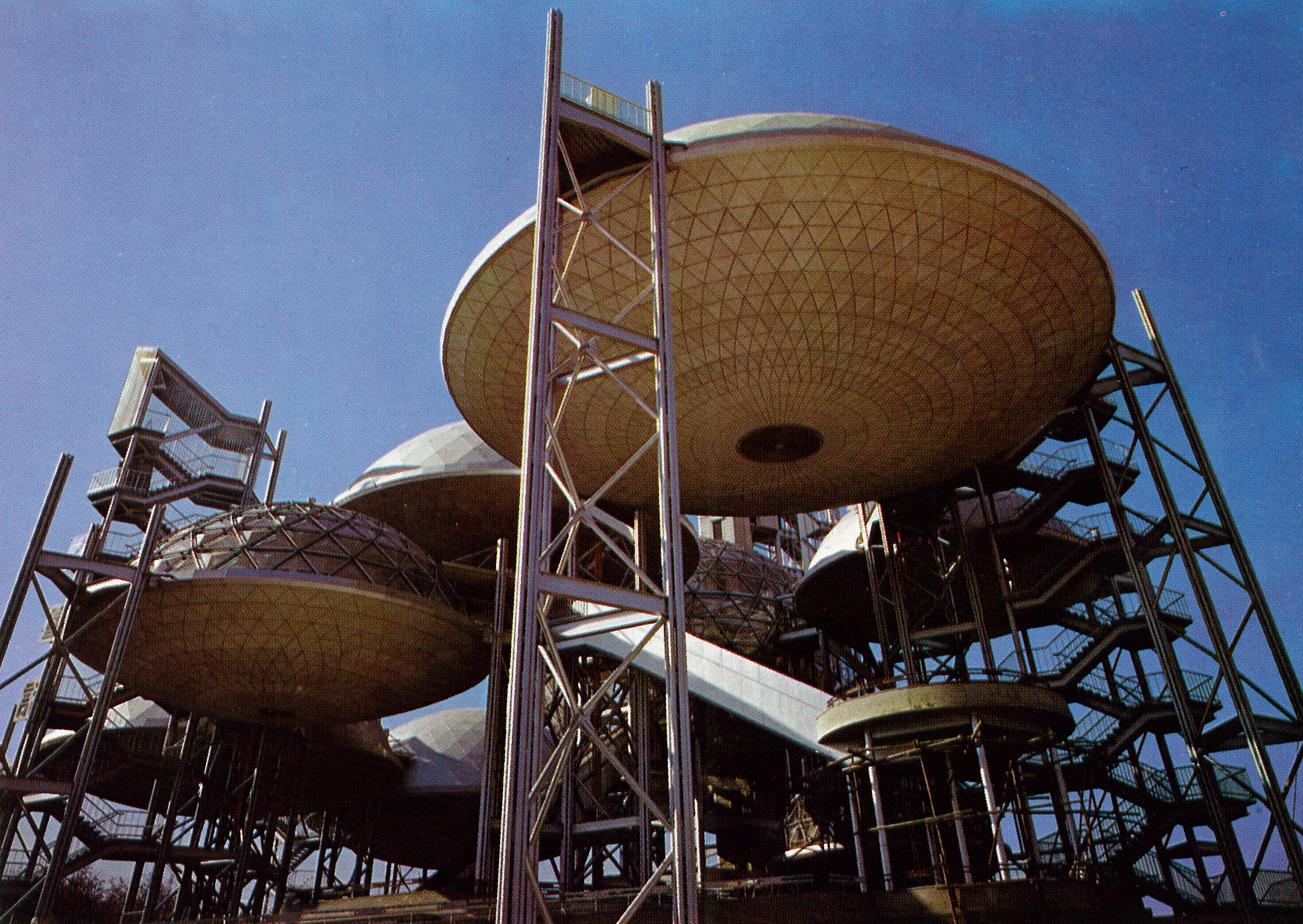
Japonský paviolon
Korejský (v pozadí vlevo) a německý pavilon (vpravo) a Sluneční věž v pozadí